# Cephalostemon
Cephalostemon là một chi thực vật có hoa trong họ Rapateaceae.